# カナディアン-アメリカン・チャレンジカップ

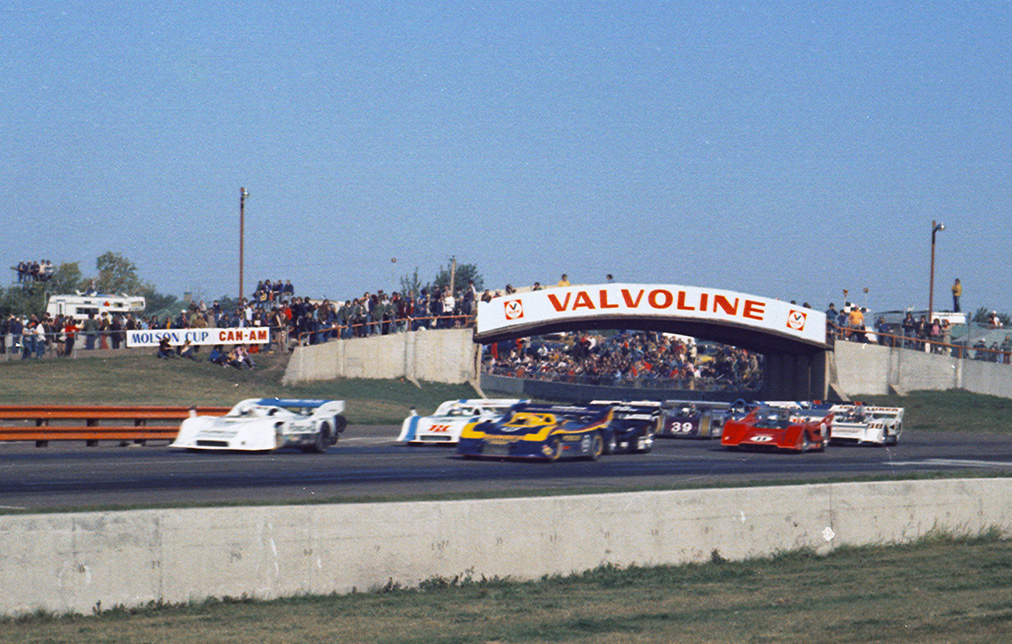
1973年エドモントン・インターナショナル・スピードウェイでのレース

カナディアン-アメリカン・チャレンジカップ（Canadian-American Challenge Cup）、通称カンナム（Can-Am）は、かつてカナダとアメリカで行われていたスポーツレーシングカーによるプロフェッショナルドライバーズ選手権の年間シリーズである。

## 概要
北米スポーツレーシングカーの最高峰カテゴリとしてアメリカ・スポーツカークラブ (英: Sport Car Club of America, SCCA) と カナダ自動車スポーツクラブ（英: Canadian Automobile Sport Clubs, CASC）が共同で開催した選手権シリーズである。1966年から1974年までの第一期（9年間）と、1977年から1987年までの第二期（11年間）に分けられる。
参加資格車両は第一期は国際自動車連盟 (仏: Fédération Internationale de l'Automobile, FIA) 既定の二座席レーシングカーをロードスターに限定したSCCA独自のスポーツレーシングとスポーツカーで、エンジン排気量は2.5リットル (L) 以上であったが、第二期からはフォーミュラ5000をフェンダー一体のボディカウルに転換した車両 (FIA規定ではフォーミュラ・リブレに分類される) が許容され、エンジン排気量は5.0 L以下となった。さらに1984年にはFIA新規定のグループCを基にしたカンナム・クーペが許容され、エンジン排気量は6.0 L以下となった。
200マイル（322キロメートル）前後のレース距離をドライバー1名で走破する。北米各地のサーキットロードを転戦し、年間獲得ポイント合計により年間順位を決定していた。
第一期のエンジン排気量に下限こそあれ上限なしというルールが象徴するように技術面の自由度が高く、大排気量マシンの豪快なレース展開が人気を集めた。北米独自のシリーズながら、最盛期にはF1やスポーツカー世界選手権と比較されるほど注目された。ヨーロッパの有力コンストラクターが北米でのシェア拡大を目指して参戦し、「賞金総額世界一」を謳う報酬にひかれて一流ドライバーも数多く出場した。

## 歴史

### 第1期
1963年から1964年にかけてアメリカ・スポーツカークラブ (Sport Car Club of America, SCCA) はアマチュアの全米選手権スポーツカーシリーズからプロフェッショナルの合衆国ロードレース選手権へシリーズ戦の移行を進めていた。そして1966年から国際自動車連盟がSCCAの改造部門スポーツカーを二座席レーシングカーとして国際規定化することをうけ、その前年の1965年にオートウィーク選手権をカナダ自動車スポーツクラブと共同で全6戦を開催した。これが先行興行となり、翌1966年から本格的に開始したプロフェッショナル国際選手権がカナディアンアメリカン・チャレンジカップである。初期は世界的なモータースポーツシーズンの終盤にあたる9月から11月にかけて年間6戦のスケジュールで行われたが、1969年からは合衆国ロードレース選手権を廃止してその興行日程を取り込むことで6月から10月にかけて10戦前後が行われるようになった。
ドライバーはジャッキー・スチュワート、ジャック・ブラバム、グラハム・ヒル、フィル・ヒル、ジョン・サーティース、デニス・ハルムといったF1チャンピオン経験者が参戦し、ダン・ガーニー、マリオ・アンドレッティ、パーネリ・ジョーンズ、マーク・ダナヒュー、ピーター・レブソンら地元勢と競い合った。
おもなコンストラクターはヨーロッパ勢のローラ、マクラーレン、ポルシェや、アメリカのシャパラル、シャドウなど。このほかフェラーリやBRM、マーチも小規模ながら参戦した。自製エンジン搭載車以外はシボレーやフォードの量産乗用車用V型8気筒エンジンを改造して使用する事例が多かった。

#### マクラーレン黄金期
1966年の開幕シーズンは接戦の末ローラに乗るジョン・サーティースが初代チャンピオンとなったが、翌年から1971年にかけてはマクラーレン勢の独擅場となった。ブルース・マクラーレンとデニス・ハルムはオレンジイエロー色のワークスマシンで独走劇を重ね、「ブルース・アンド・デニー・ショー」と呼ばれた（1969年シーズンは2人で11戦全勝）。また、プライベーターへのマシン供給により出走台数の半数以上をマクラーレン勢が占め、コンストラクターとして23連勝という記録も残した。チームオーナー兼ドライバーのブルース・マクラーレンが1970年のテスト中に事故死するという不運に見舞われたが、F1での成功に先駆けて名門チームとしての地位を固めることになった。

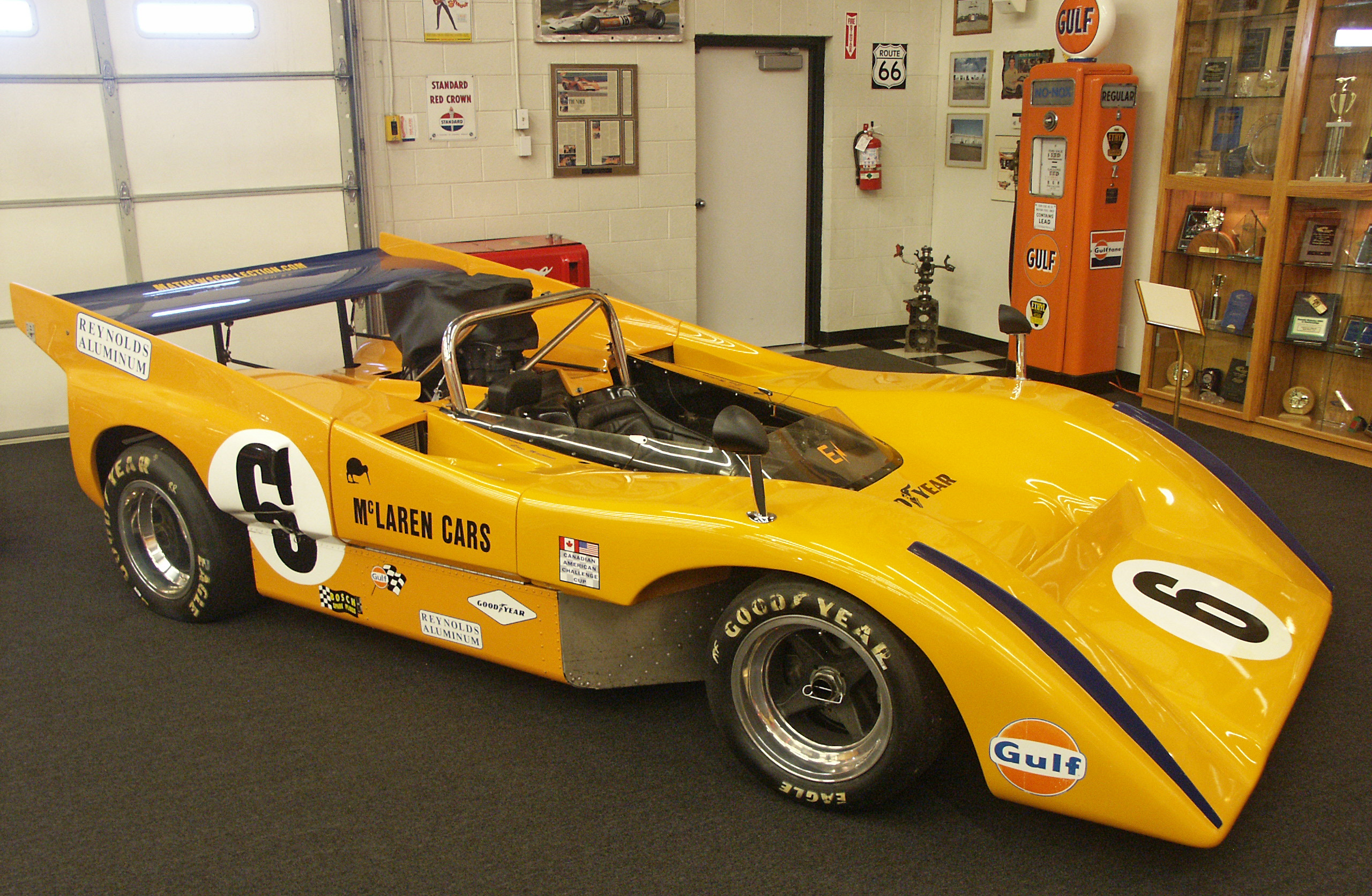
マクラーレンM8D

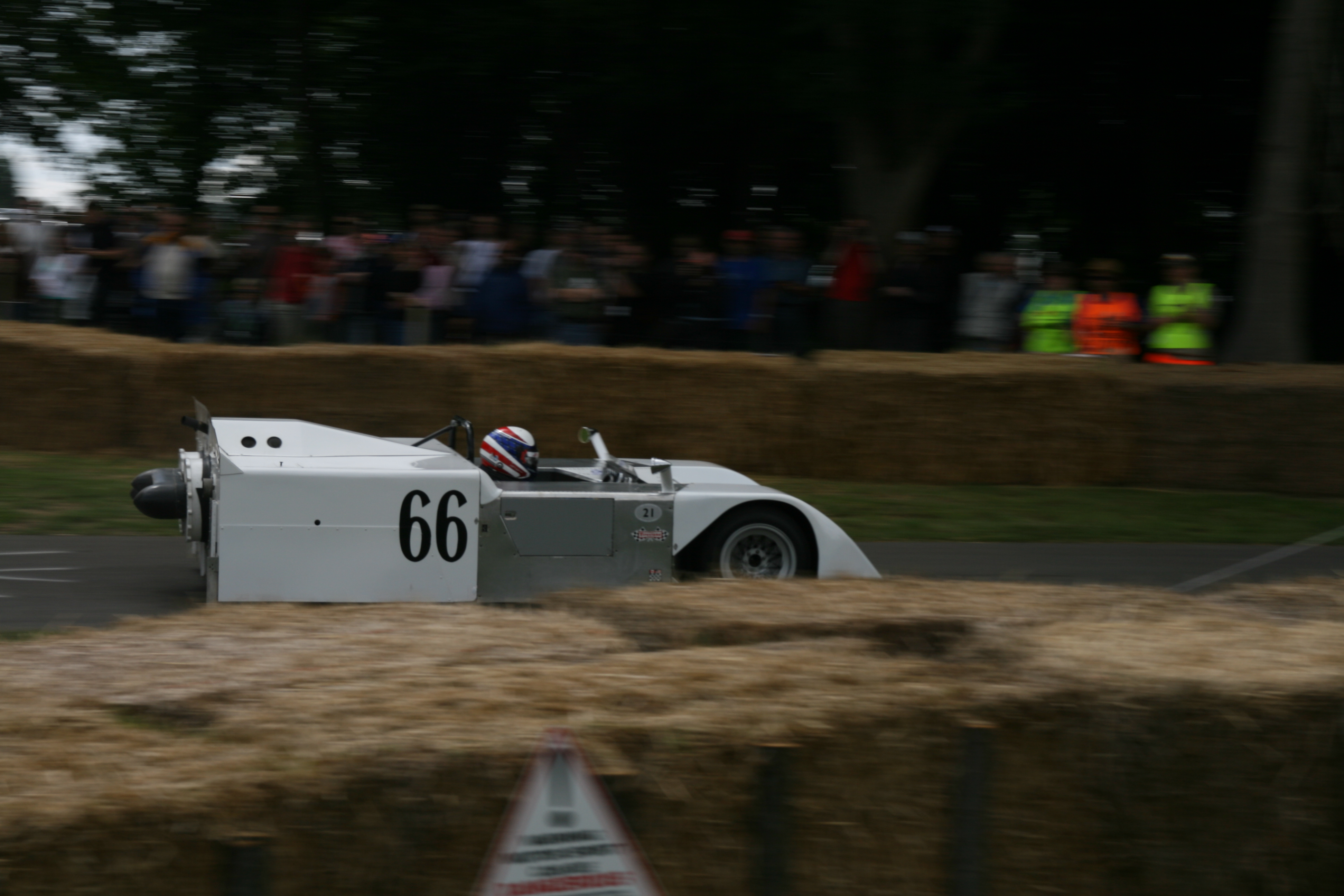
ファン・カー、シャパラル2J

また、石油王ジム・ホールが率いるシャパラルは独創的なマシン設計によりカンナム人気のシンボルとなった。優勝こそ1度のみだったが、セミオートマチックトランスミッション、ハイマウント・可動式リアウイング（ペダルで調節可能）、サッカー・カー（ファン・カー、グラウンドエフェクトの祖）などの斬新な技術はF1など他のカテゴリのマシンにも大きな影響を与えた。
シャパラルの他にもオートコーストのチタニウム製シャーシや、日本人ドライバーの鮒子田　寛氏がドライブした
マックス・イット・スペシャルのスノーモービル用2気筒エンジンを4基搭載した四輪駆動車といった実験的なアイデアもみられた。

#### ポルシェの挑戦

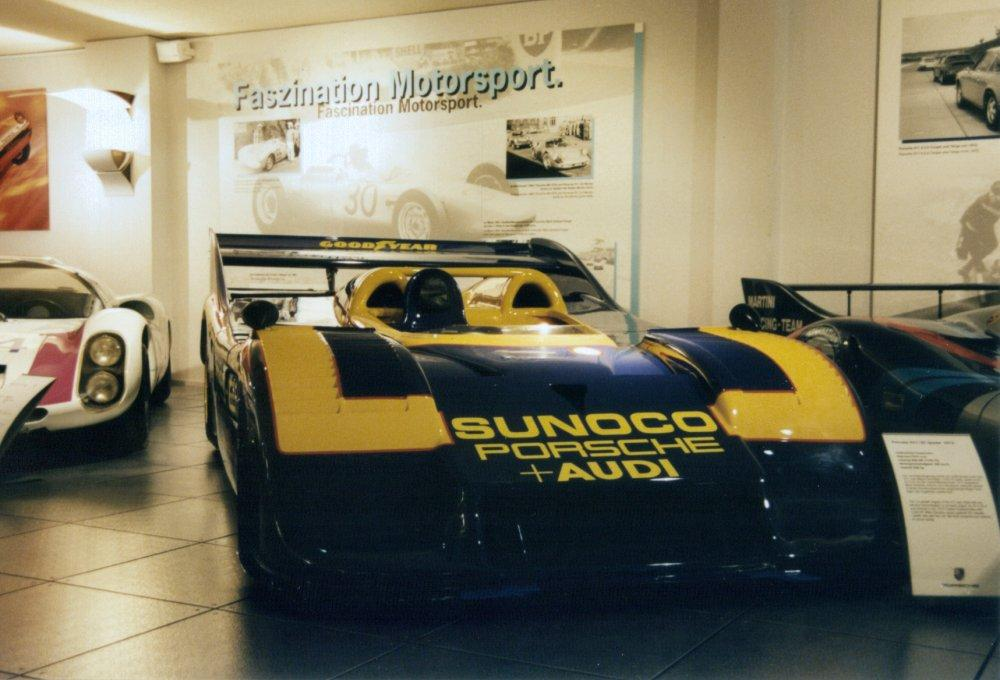
ポルシェ917-30

1972年、 メイクス世界選手権（前年までのメイクス国際選手権）の規定変更をうけ、耐久レースの雄ポルシェがカンナムに本格参戦する（ワークスの運営はペンスキー・レーシングが代行）。シボレー製V型8気筒エンジン勢（7.0から8.5 L、600馬力 (PS) から900 PS）に対して、ターボチャージャーを装着した5 L水平対向12気筒エンジンは公称1,100 PSのパワーを発揮した（後に5.4 Lに拡大し、ピークは1,580 PSにも達すると言われた）。ポルシェ勢がこのシーズンを席巻し、マクラーレンはワークス活動休止に追いやられた。翌1973年もポルシェの圧勝が続いたが、燃費規制が導入されることで意欲を失い、ワークス活動から撤退することになる。
マクラーレンとポルシェが去った1974年はシャドウに乗るジャッキー・オリバー（のちのアロウズ代表）が制した。しかしオイルショックの余波で年間5戦しか行われず、1975年はシリーズ自体が休止に追いこまれた。

### 第2期
2年間のブランクの後、1977年よりエンジン排気量を5.0 L以下とし、単座席車も許容されてシリーズが再開された。単座席車はローラやダラーラの旧式F5000用シャーシをフルカウルに改造したものである。あわせてF2のシャシを流用したスポーツ2000（エンジン排気量2.0 L以下）も併設された。
その後11シーズン開催され、1984年からはエンジン排気量を6.0 L以下に変更し、国際規定発効から3年目となるグループCを基にしたカンナム・クーペも採り入れたが、第一期ほどの人気は集められなかった。そして1981年から国際モータースポーツ協会 (International Motor Sports Association, IMSA) のGTシリーズにグランドツーリング・プロトタイプのクラスが加わったことで、観衆の北米ノンオープンホイールレースへの関心もそちらに移っていき、カンナムは1987年を最後に以降開催されなくなった。

## 日本とカンナム

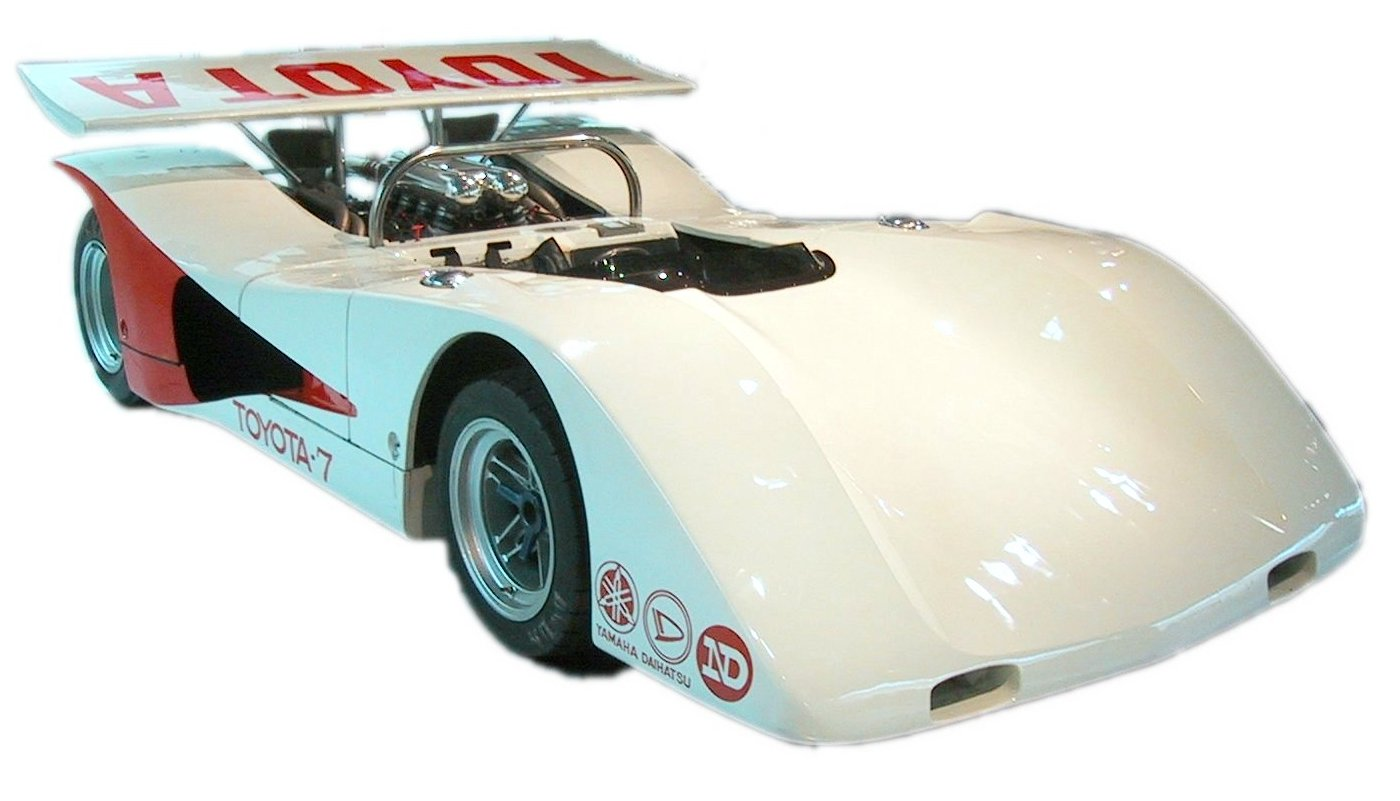
トヨタ7ターボ

1960年代末、日本国内のスポーツカーレースではトヨタと日産の開発競争が過熱していた。両陣営はスポーツカー世界選手権進出を視野に入れていたが、エンジンの大排気量化にともない二座席レーシングカー規定のカンナムシリーズ参戦計画が浮上する。
1968年と1969年にはNAC（日本オートクラブ）主催により、富士スピードウェイで非選手権の「ワールドチャレンジカップ・富士200マイル」（通称：日本Can-Am）が開催された。本場カンナムシリーズのマシン・ドライバーが来日し、サーキットを通常とは逆の反時計周りで走行した。1968年はマクラーレンM6Bに乗るピーター・レブソンが優勝。日本勢はトヨタ7（3.0 L）の福沢幸雄の4位（7周遅れ）が最高位だったが、翌1969年のレースではトヨタ7（5.0 L）に乗る川合稔が優勝した。
トヨタは1970年の日本グランプリ中止後もカンナムシリーズ挑戦を目指してトヨタ7ターボを開発した。富士1000キロメートルでデモ走行を行い参戦発表寸前となったが、同年8月に川合がテスト中に事故死したため計画は幻に終わった。このマシンは長年トヨタ鞍ヶ池記念館やトヨタ博物館での展示のみだったが、近年各種イベントなどで一般公開やデモランが行われている。また、ライバルの日産もR383を開発したが、同様に参戦をとりやめたといわれる。
日本人ドライバーでは鮒子田寛がスポット参戦。風戸裕は1971年に本格参戦し、年間ランキング10位の成績を収めた。

## 歴代チャンピオン
| シーズン      | ドライバー                 | チーム                                     | マシン                                      |
| ------------- | -------------------------- | ------------------------------------------ | ------------------------------------------- |
| 1966年        | ジョン・サーティース       | チーム・サーティース                       | ローラ・T70・シボレー                       |
| 1967年        | ブルース・マクラーレン     | ブルース・マクラーレン・モーターレーシング | マクラーレン・M6A・シボレー                 |
| 1968年        | デニス・ハルム             | ブルース・マクラーレン・モーターレーシング | マクラーレン・M8A・シボレー                 |
| 1969年        | ブルース・マクラーレン     | ブルース・マクラーレン・モーターレーシング | マクラーレン・M8B・シボレー                 |
| 1970年        | デニス・ハルム             | ブルース・マクラーレン・モーターレーシング | マクラーレン・M8D・シボレー                 |
| 1971年        | ピーター・レブソン         | ブルース・マクラーレン・モーターレーシング | マクラーレン・M8F・シボレー                 |
| 1972年        | ジョージ・フォルマー       | ペンスキー・レーシング                     | ポルシェ・917/10                            |
| 1973年        | マーク・ダナヒュー         | ペンスキー・レーシング                     | ポルシェ・917/30KL                          |
| 1974年        | ジャッキー・オリバー       | シャドウ・レーシング・カーズ               | シャドウ・DN4A・シボレー                    |
| 1975 - 1976年 | 中断                       | 中断                                       | 中断                                        |
| 1977年        | パトリック・タンベイ       | ハース・ホール・レーシング                 | ローラ・T333CS・シボレー                    |
| 1978年        | アラン・ジョーンズ         | ハース・ホール・レーシング                 | ローラ・T333CS・シボレー                    |
| 1979年        | ジャッキー・イクス         | カール・ハース・レーシング                 | ローラ・T333CS・シボレー                    |
| 1980年        | パトリック・タンベイ       | カール・ハース・レーシング                 | ローラ・T530・シボレー                      |
| 1981年        | ジェフ・ブラバム           | チームVDS                                  | ローラ・T530・シボレー / VDS・001・シボレー |
| 1982年        | アル・アンサーJr.          | ギャレス・レーシング                       | フリスビー・GR3・シボレー                   |
| 1983年        | ジャック・ヴィルヌーヴSr.  | カナディアン・タイヤ                       | フリスビー・GR3・シボレー                   |
| 1984年        | マイケル・ロー             | ドン・ウォーカー                           | VDS・002・シボレー / VDS・004・シボレー     |
| 1985年        | リック・ミアスキーヴィッツ | モスキート・オートスポート                 | フリスビー・GR3・シボレー                   |
| 1986年        | ホルスト・クロール         | クロール・レーシング                       | フリスビー・KR3・シボレー                   |
| 1987年        | ビル・テンペロ             | テキサス・アメリカン・レーシングチーム     | マーチ・85C・シボレー                       |